# Pablo Fernando Hernández
Pablo Fernando Hernández Roetti (ur. 2 maja 1975 w Montevideo) – urugwajski piłkarz występujący na pozycji obrońcy.

## Kariera klubowa
Hernández zawodową karierę rozpoczynał w 1992 roku w zespole Defensor Sporting. Jego barwy reprezentował przez 6 sezonów. W 1997 roku odszedł do meksykańskiego Tigres. Spędził w nim 2 lata. W 1999 roku przeszedł do Pachuki. W 2001 roku zdobył z nią mistrzostwo fazy Invierno. W tym samym roku wrócił do Defensoru Sporting, w którym grał do końca sezonu 2001.
W 2002 roku Hernández podpisał kontrakt z brazylijskim Grêmio. Spędził w nim jeden sezon. Następnie wrócił do Urugwaju, gdzie został graczem Belly Vista. Po dwóch sezonach występów w tym klubie, w 2004 roku zakończył karierę.

## Kariera reprezentacyjna
W reprezentacji Urugwaju Hernández zadebiutował 17 lipca 1996 roku w zremisowanym 1:1 towarzyskim meczu z Chinami. W 1997 roku znalazł się w zespole na Copa América. Na tamtym turnieju, wygranym przez Urugwaj nie zagrał jednak ani razu.
W tym samym roku został powołany do kadry Puchar Konfederacji. Zagrał na nim w pojedynkach ze Zjednoczonymi Emiratami Arabskimi (2:0), Czechami (2:1), RPA (4:3) oraz ponownie z Czechami (0:1). Tamten turniej Urugwaj zakończył na 4. miejscu.
W latach 1996–1997 w drużynie narodowej Hernández rozegrał w sumie 7 spotkań.